# Bob Koherr
Robert „Bob“ Koherr (* 19??) je americký režisér a herec.

## Herecká kariéra

### Seriály
Koherr si zahrál v mnoha známých seriálu Cybill, Správná pětka, Detektiv Nash Bridges, Chameleon, Malcolm v nesnázích, Zločiny ze sousedství, Tráva nebo Sedm dní.

### Filmy
Koherr se objevil i ve filmech: Útěk na Horu čarodějnic, Hafan hasičem nebo Poor White Trash

## Režisérská kariéra
V roce 1997 napsal a režíroval svůj debutový film s názvem Plump Fiction, což je parodie na snímek Pulp Fiction: Historky z podsvětí režiséra Quentina Tarantina. Od roku 2000 režíruje epizody různých seriálu Kancelářská krysa, Wanda at Large, Still Standing, Freddie, George Lopez, Hannah Montana, Kouzelníci z Waverly, Hodně štěstí, Charlie, Sladký život na moři, Farma R.A.K., Jessie a mnoho dalších.